# William G. Morgan
William G. Morgan (New York, 1870. – 1942.), rođen u državi New York ostao je zapisan u povijesti kao izumitelj odbojke, koju je originalno nazvao "Mintonette". Morgan je diplomirao na Springfield Collegeu gdje je upoznao Jamesa Naismitha, koji je 1891. godine izmislio košarku. Godinu dana nakon što je diplomirao, Morgan odlazi na Holyoke (Massachusetts), gdje dobiva mjesto direktora fizičkog odgoja. To mjesto mu je omogućilo direktan utjecaj na vježbe za rekreaciju, te razvoj sporta.
Njegovo vodstvo je odlično prihvaćeno i njegovi razredi su se svakodnevno povećavali. Shvatio je da bi bilo dobro da izmisli neku rekreacijsku natjecateljsku igru kako bi svoj program učinio raznovrsnijim. Košarka mu se učinila kao dobar izbor, ali samo za mlađe članove, za one malo starije mu je trebala neka manje nasilna.
U to vrijeme Morgan nije nigdje mogao pronaći igru, koja je sličila odbojci, pa ju je on stvorio iz svojih osobnih metoda treniranja i rekreacije. Opisujući svoje prve eksperimente, Morgan je rekao: "U potrazi za odgovarajućom igrom, prvo mi je tenis pao na pamet, ali za njega su nam bile potrebne loptice, reketi, mreža i ostala oprema pa sam od njega odustao, no ideja mreže mi se učinila zgodnom. Podigli smo mrežu na visinu od 1,98 metar, iznad glave prosječnog muškarca. Uz to nam je trebala i lopta. Prvo mi je pala na pamet košarkaška, ali ta je bila prevelika i preteška."
Na kraju, Morgan je zamolio da u tvrtci A.G. Spalding i Bros. naprave odgovarajuću loptu, što su ovi i učinili. Napravili su kožnu loptu, čiji je opseg bio oko 65 cm, a težina oko 300 grama. Nakon toga, Morgan, s još dva prijatelja, piše prva pravila odbojke.